# Sydenham (métro de Sydney)
Pour les articles homonymes, voir Sydenham.
Sydenham est une station de métro en Nouvelle-Galles du Sud, en Australie. Terminus sud-est de la seule ligne du métro de Sydney, elle a été mise en service le 19 août 2024.